# تپه قالا باشی
تپه قالا باشی مربوط به دوره اشکانیان است و در شهرستان نیر، بخش مرکزی، دهستان دورسون خواجه، روستای گوگرچین واقع شده و این اثر در تاریخ ۲۷ بهمن ۱۳۸۷ با شمارهٔ ثبت ۲۴۵۶۲ به‌عنوان یکی از آثار ملی ایران به ثبت رسیده است.